# Stefanus II van Hongarije
Stefanus II van Hongarije (circa 1101 - 3 april 1131) uit de Arpaden-dynastie was van 1116 tot 1131 koning van Hongarije.

## Levensloop
Hij was de zoon van koning Koloman van Hongarije en zijn eerste vrouw Felicia van Sicilië. In 1116 volgde hij zijn vader op als koning van Hongarije.
Als koning ondersteunde Stefanus in 1123 een missie van Hongaarse, Boheemse en Poolse troepen die de interne tegenstand tegen grootvorst Vladimir Monomach van Kiev moest bestrijden. Bij de belegering van de stad Vladimir moest hij echter zijn troepen terugtrekken, omdat de aanvoerders dreigden om Stefanus af te zetten als koning van Hongarije als hij de veldtocht zou verderzetten. Dit betekende het einde tussen het verbond van Hongarije, Bohemen en Polen.
In 1116 huwde hij met Christiana di Capua. Omdat dit huwelijk kinderloos bleef, werd het rond 1121 ontbonden. Hetzelfde jaar hertrouwde hij met Adelheid van Riedenburg, maar ook dit huwelijk bleef kinderloos. Na zijn dood werd Stefanus als koning van Hongarije opgevolgd door zijn neef Béla.